# Dommedag
Dommedag betegner i flere religioner og livsanskuelser den dag i fremtiden ved verdens undergang, da menneskene skal stilles for en himmelsk domstol og dømmes.
Ifølge religioner som islam og kristendommen vil de troende på dommedag frikendes og komme i Himmelen, medens de andre fortabes og kommer i Helvede. Fælles for de to religioner er forestillingen om, at et retfærdigt liv og en sand tro på Gud fører til frelse.
Mange apokalyptiske bevægelser har hævdet at vide, hvornår dommedag indtræffer. Mest kendt er Jehovas Vidner, men indtil nu har alle forudsigelser været forkerte.

I en liberal-teologisk protestantisk forståelse (se Løgstrup og Barth) er dommedag et navn for den daglige udfordring, som består i varetagelsen af næstens behov. I den sammenhæng er "verdens undergang" ens egen undergang, når man har svigtet et andet menneske.
Ifølge nærdødsoplevelserne kommer der ikke en bestemt dag i fremtiden, hvor alle mennesker skal dømmes. Dommedag er snarere den dag, da det enkelte menneske dør, og dette menneskes sjæl bevæger sig ind i en åndelig verden uden for tid og rum. Her oplever sjælen et hurtigt, altomfattende tilbageblik over det netop overståede liv. I en tilstand af klar, højere bevidsthed er den i stand til selv at bedømme sine handlinger i livet som kærlige eller selviske. Dommen udgår altså fra sjælen selv, ikke fra et højere åndeligt væsen eller fra Gud, som altid omfatter sjælen med kærlighed.
En ikke-religiøs dommedag er en afgørende og skæbnesvanger dag, oftest i forbindelse med atomkrigsscenarier. 
Henrik Ibsen bruger udtrykket metaforisk i sit berømte vers fra 1878: "At digte - det er at holde dommedag over sig selv.«